# Paolo Strano
Paolo Strano (Palermo, 13 novembre 1907 – Roma, 28 luglio 1992) è stato un funzionario e prefetto italiano, segretario generale della presidenza della Repubblica dal 1962 al 1965.

## Biografia
Nato a Palermo nel 1907, conseguì la laurea in giurisprudenza all'università di Catania nell'ottobre 1929 e l'anno successivo entrò in servizio al Ministero dell'interno, dove venne assegnato al Gabinetto del ministro nel settembre 1937. Il 21 aprile 1940 fu nominato commendatore della Corona d'Italia.
Nel dopoguerra intraprese la carriera prefettizia, ricoprendo tale incarico a Pisa (1946-1947), Brindisi (1947-1948), Messina (1948-1951), Catania (1951-1953) e Palermo (1953-1954). Nel 1954 fu nominato direttore generale degli affari generali e del personale presso il Ministero dell'interno, mentre l'anno successivo assunse l'incarico di direttore generale dell'amministrazione civile.
L'11 maggio 1962 venne nominato segretario generale della Presidenza della Repubblica dal presidente Antonio Segni. Durante il mandato da segretario, Strano si ritrovò a gestire gli affari della Presidenza nel delicato periodo della crisi scaturita nell'agosto 1964 con la malattia del presidente Segni.
Il 13 gennaio 1965 fu nominato consigliere di Stato. Morì a Roma nel 1992.